# Suillaceae
Suillaceae es una familia de hongos del orden Boletales (suborden Suillineae). Los géneros incluidos son Suillus (similares a los boletos), Truncocolumella (parecidos a pequeñas trufas), así como el género monotípico Psiloboletinus. Hasta agosto de 2024, la familia contaba con 7 géneros y 131 especies reconocidas. Recientemente, en un análisis molecular de Gastrosuillus, que alguna vez fue considerado género distinto, se descubrió que es un derivado evolutivo reciente de Suillus. Fuscoboletinus, descrito por Pomerleau y Smith en 1962, también ha sido incorporado en Suillus.